# Hans Fallada
Hans Fallada (Greifswald, 21. srpnja 1893. – Berlin, 5. veljače 1947.), njemački književnik
Pravo ime - Rudolf Ditzen

## Djela
- "Krest'jane, bonzy i bomby", (1984.)
- "Mora" (1954) monografija,
- "Opet na kažnjeničkom kruhu", (1957.)
- "Sirotinjo a što sad?", (1939.)
- "Veseli nasljednik", (1958.)
- "Zgodba o zgodbici", (1983.)